# Axiom Mission 3
 Axiom Mission 3 (ou Ax-3) foi voo espacial privado com destino à Estação Espacial Internacional. O voo, com lançamento ocorrido no dia 18 de janeiro de 2024, duraria cerca de 14 dias, foi operado pela Axiom Space e usou uma nave espacial Crew Dragon. Com o pouso previsto para o dia 3 de fevereiro, teve seu retorno adiado até o dia 5 devido às condições climáticas na área de amerissagem. Porém, no dia 6, o pouso foi adiado mais uma vez devido ao clima na área de amerissagem. A desacoplagem ocorreu no dia 7 de fevereiro e a amerissagem no dia 9.

## Tripulação
O voo incluiu o primeiro astronauta da Turquia, Alper Gezeravci, da Agência Espacial Turca, e um astronauta da Força Aérea Italiana. Alegría se tornou a primeira pessoa a voar numa cápsula Dragon duas vezes.
Marcus Wandt foi o primeiro membro do Grupo de Astronautas da Agência Espacial Europeia de 2022 a ser escalado para um voo espacial. Foi também “a primeira missão de voo espacial comercial de um astronauta patrocinado pela ESA”. Sendo sueco, a sua missão chamou-se “Muninn”, pois coincidiu com a missão “Huginn” do astronauta dinamarquês Andreas Mogensen.

### Principal
| Posição                  | Tripulante              |
| ------------------------ | ----------------------- |
| Comandante da espaçonave | / Michael López-Alegría |
| Piloto                   | Walter Villadei         |
| Especialista de missão 1 | Alper Gezeravci         |
| Especialista de missão 2 | Marcus Wandt            |